# Christian Schulz
Christian Schulz (ur. 1 kwietnia 1983 w Bassum) – piłkarz niemiecki grający na pozycji lewego obrońcy lub pomocnika.

## Kariera klubowa
Schulz w wieku 6 lat rozpoczynał piłkarską karierę w klubie z rodzinnej miejscowości o nazwie TSV Bassum. Mając lat 10 trafił do juniorów Werderu Brema. W 2001 roku był już zawodnikiem rezerw bremeńskiego klubu, grających w Regionallidze Północnej. W barwach tego zespołu zadebiutował w lipcu w zremisowanym 0:0 meczu z 1. FC Magdeburg. Członkiem pierwszej drużyny stał się już w następnym sezonie i wtedy też Schulz zadebiutował w Bundeslidze, 15 lutego 2003 w przegranym 0:1 wyjazdowym meczu z 1. FC Nürnberg, gdy w przerwie zastąpił kontuzjowanego Turka Ümita Davalę. W pierwszej lidze rozegrał łącznie 11 meczów. W sezonie 2003/2004 już 17-krotnie pojawiał się na boiskach Bundesligi, zwłaszcza w drugiej części sezonu, w której spisywał się całkiemu udanie. Z Werderem wywalczył dublet: mistrzostwo Niemiec oraz Puchar Niemiec (wystąpił w wygranym 3:2 finale z Alemannią Akwizgran).
W sezonie 2004/2005 Schulz był już na ogół graczem pierwszej jedenastki, jednak o miejsce na lewej flance musiał rywalizować z Finem Petri Pasanenem. Wystąpił w 23 meczach i zdobył 2 gole (swojego pierwszego w wygranym 4:1 meczu z 1. FC Nürnberg) z Werderem zajmując 3. miejsce w lidze. Z bremeńską drużyną wystąpił także w 3 meczach grupowej fazy Ligi Mistrzów. W sezonie 2005/2006 Christian wygrał rywalizację z Pasanenem, któremu trener Thomas Schaaf znalazł inną pozycję. Schulz był jednym z filarów obrony Werderu, wystąpił w 30 meczach i miał duży udział w wywalczeniu wicemistrzostwa Niemiec. W Lidze Mistrzów dotarł z Werderem do 1/8 finału (w pierwszym meczu tej rundy z Juventusem, wygranym 3:2, zdobył pierwszego gola). Sezon 2006/2007 Schulz rozpoczął z Werderem od wygranej w Pucharze Ligi Niemieckiej.
W 2007 roku Schulz odszedł do Hannoveru 96, także grającego w Bundeslidze. Zadebiutował tam 1 września 2007 roku w wygranym 3:2 pojedynku z VfL Bochum. W Hannoverze grał do 2016 roku. Wtedy też odszedł do Sturmu Graz.
| Sezon   | Klub                  | Kraj    | Rozgrywki    | Mecze | Bramki |
| ------- | --------------------- | ------- | ------------ | ----- | ------ |
| 2001/02 | Werder Brema amatorzy | Niemcy  | Regionalliga | 19    | 2      |
| 2002/03 | Werder Brema          | Niemcy  | Bundesliga   | 11    | 0      |
| 2002/03 | Werder Brema amatorzy | Niemcy  | Regionalliga | 13    | 0      |
| 2003/04 | Werder Brema          | Niemcy  | Bundesliga   | 17    | 0      |
| 2003/04 | Werder Brema amatorzy | Niemcy  | Regionalliga | 7     | 0      |
| 2004/05 | Werder Brema          | Niemcy  | Bundesliga   | 23    | 2      |
| 2004/05 | Werder Brema amatorzy | Niemcy  | Regionalliga | 4     | 1      |
| 2005/06 | Werder Brema          | Niemcy  | Bundesliga   | 30    | 0      |
| 2006/07 | Werder Brema          | Niemcy  | Bundesliga   | 19    | 2      |
| 2007/08 | Werder Brema          | Niemcy  | Bundesliga   | 3     | 0      |
| 2007/08 | Hannover 96           | Niemcy  | Bundesliga   | 29    | 4      |
| 2008/09 | Hannover 96           | Niemcy  | Bundesliga   | 31    | 3      |
| 2009/10 | Hannover 96           | Niemcy  | Bundesliga   | 33    | 2      |
| 2010/11 | Hannover 96           | Niemcy  | Bundesliga   | 33    | 4      |
| 2011/12 | Hannover 96           | Niemcy  | Bundesliga   | 27    | 1      |
| 2012/13 | Hannover 96           | Niemcy  | Bundesliga   | 19    | 1      |
| 2013/14 | Hannover 96           | Niemcy  | Bundesliga   | 27    | 1      |
| 2014/15 | Hannover 96           | Niemcy  | Bundesliga   | 31    | 1      |
| 2015/16 | Hannover 96           | Niemcy  | Bundesliga   | 25    | 2      |
| 2016/17 | SK Sturm Graz         | Austria | Bundesliga   |       |        |

## Kariera reprezentacyjna
Schulz jest wielokrotnym młodzieżowym reprezentantem Niemiec. Grał w kadrach U-19 (4 mecze), U-20 (17 meczów, 1 gole) i U-21 (15 meczów, 3 gole). 16 grudnia 2004 roku zadebiutował w pierwszej reprezentacji wygranym w Jokohamie 3:0 meczem z Japonią.

## Sukcesy
- Mistrzostwo Niemiec: 2004
- Wicemistrzostwo Niemiec: 2006
- Puchar Niemiec: 2004
- Puchar Ligi Niemieckiej: 2006